# Муравський Микола Антонович
Микола Антонович Мура́вський (19 грудня 1955, Карпівці — 17 травня 2024, Київ)  — український художник; член Спілки радянських художників України з 1988 року. Заслужений художник України з 2009 року. Чоловік художниці Наталії Муравської.

## Життєпис
Народився 19 грудня 1955 року в селі Карпівцях (нині Житомирський район Житомирської області, Україна). 1984 року закінчив Харківський художньо-промисловий інститут, де навчався у Валентина Сизикова, Сергія Бесєдіна.
Мешкав у Ялті в будинку на Південнобережному шосе, № 9, квартира № 16. Помер у Києві 17 травня 2024 року.

## Творчість
Працював у галузях станкового живопису і станкової графіки. Писав тематичні картини, портрети, пейзажі, натюрморти. Серед робіт:
живопис
- «Звуки» (1989);
- «Портрет із квіткою магнолії» (1990);
- «Лісовий горошок» (1991);
- «Троянда» (1991);
- «Чоловік і квіти» (1992);
- «Весняні квіти» (1995);
- «Масандрівський палац» (1996);
- «Танець» (1997);
- «Зелений інжир» (1997);
- «Автопортрет» (1998);
- «Портрет із нарцисами» (1998, Сімферопольський художній музей)[4];
- «Вечір» (1999);
- «Зелений виноград» (1999);
- «Букет» (1999);
- «Перехід» (2000);
- «Анна» (2003);
- «Портрет Маргрит Лібенштайн» (2004);
- «Портрет із барельєфом» (2007);
- «Хранителька будинку-музею Антона Чехова Алла Василівна Ханило» (2008);
- «Портрет із золотою півонією» (2010);
- «Імператор Микола І» (2011);
- «Імператор Олександр II» (2011);
- «Імператор Олександр III» (2011);
- «Архітектор академік Микола Краснов» (2011);
- «Присвята Миколі Краснову» (2011);
- «Портрет на тлі карнавалу» (2011);

графіка
- «Вечірній портрет» (1989);
- «Капуста» (1992);
- «Портрет із квіткою півонії» (1993);
- «Букет білого бузку» (1996);
- «Портрет батька художника в майстерні» (1996);
- «Портрет театрального режисера Андрія Жолдака» (1999);
- «Портрет батька» (2002);
- «Серпень» (2002);
- «Вінок» (2002);
- «Цвітіння гарбуза» (2004);
- «Соняшник» (2005);
- «Портрет з плющом» (2006);
- «Портрет з каблучкою» (2008);
- «Портрет художниці Олени Рижих» (2008);
- «Пальма» (2012);
- «Портрет скульптора Олексія Владимирова» (2012);
- «Портрет художника Дмитра Колесникова» (2012);
- «Перетворення» (2013);
- «У тіні квітки» (2013);
- «Весняне малювання» (2013);
- «Мелодія» (2013).

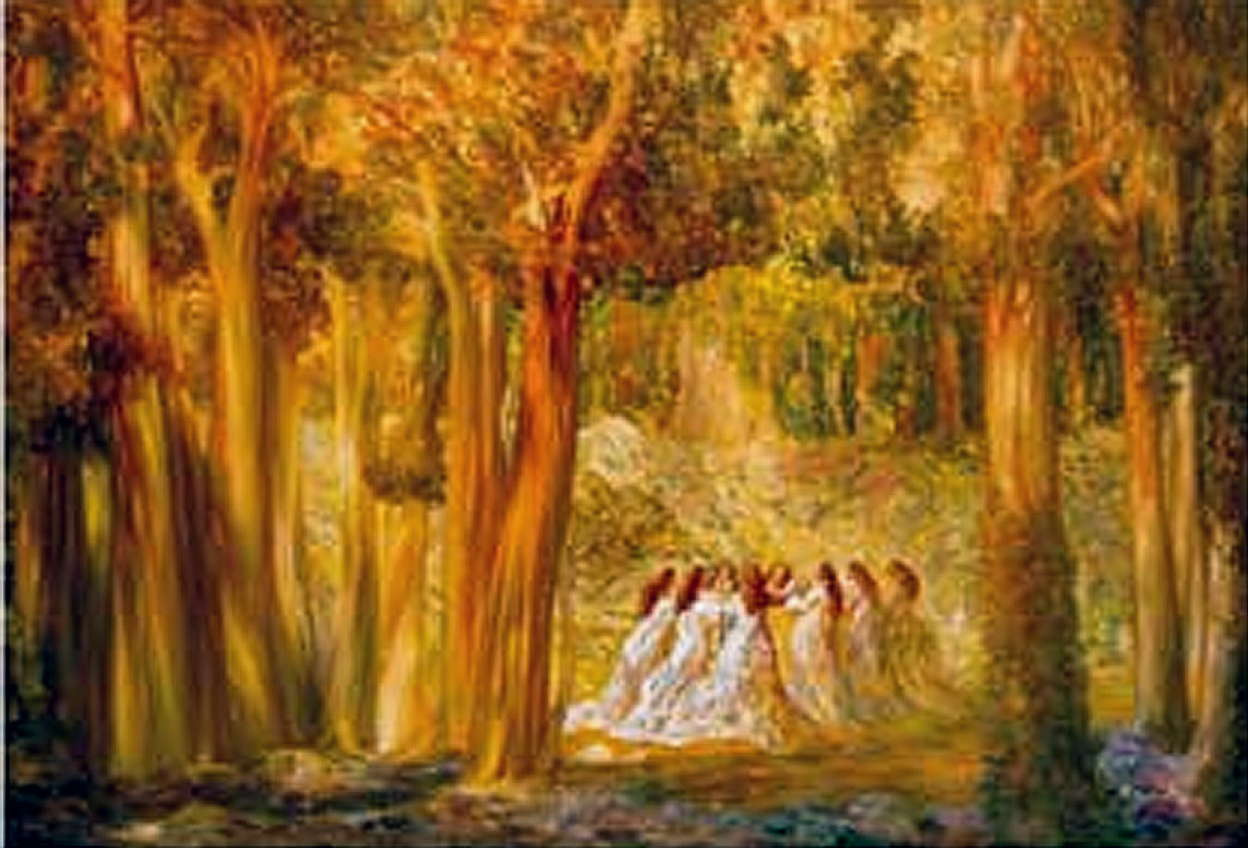
«Танець».
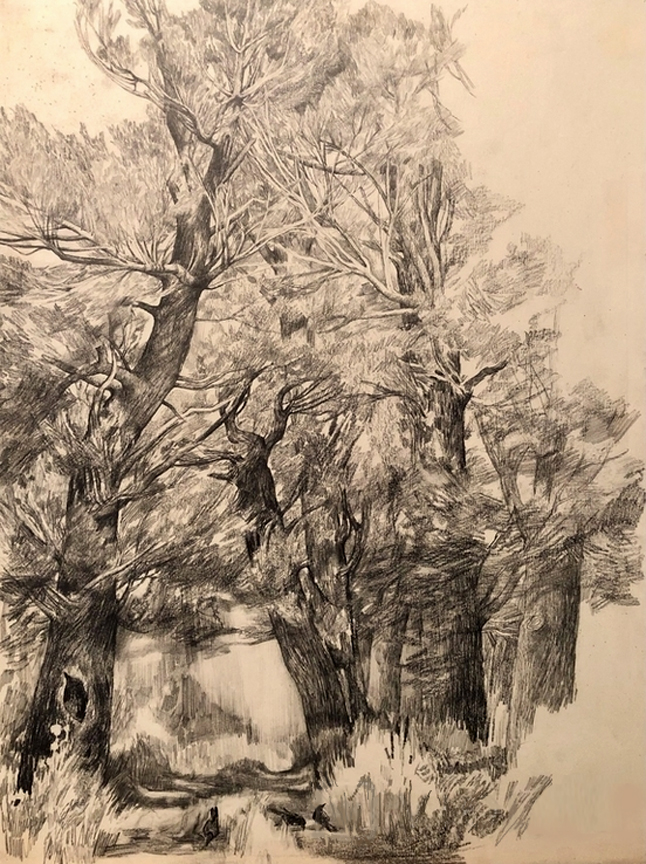
«Серпень».
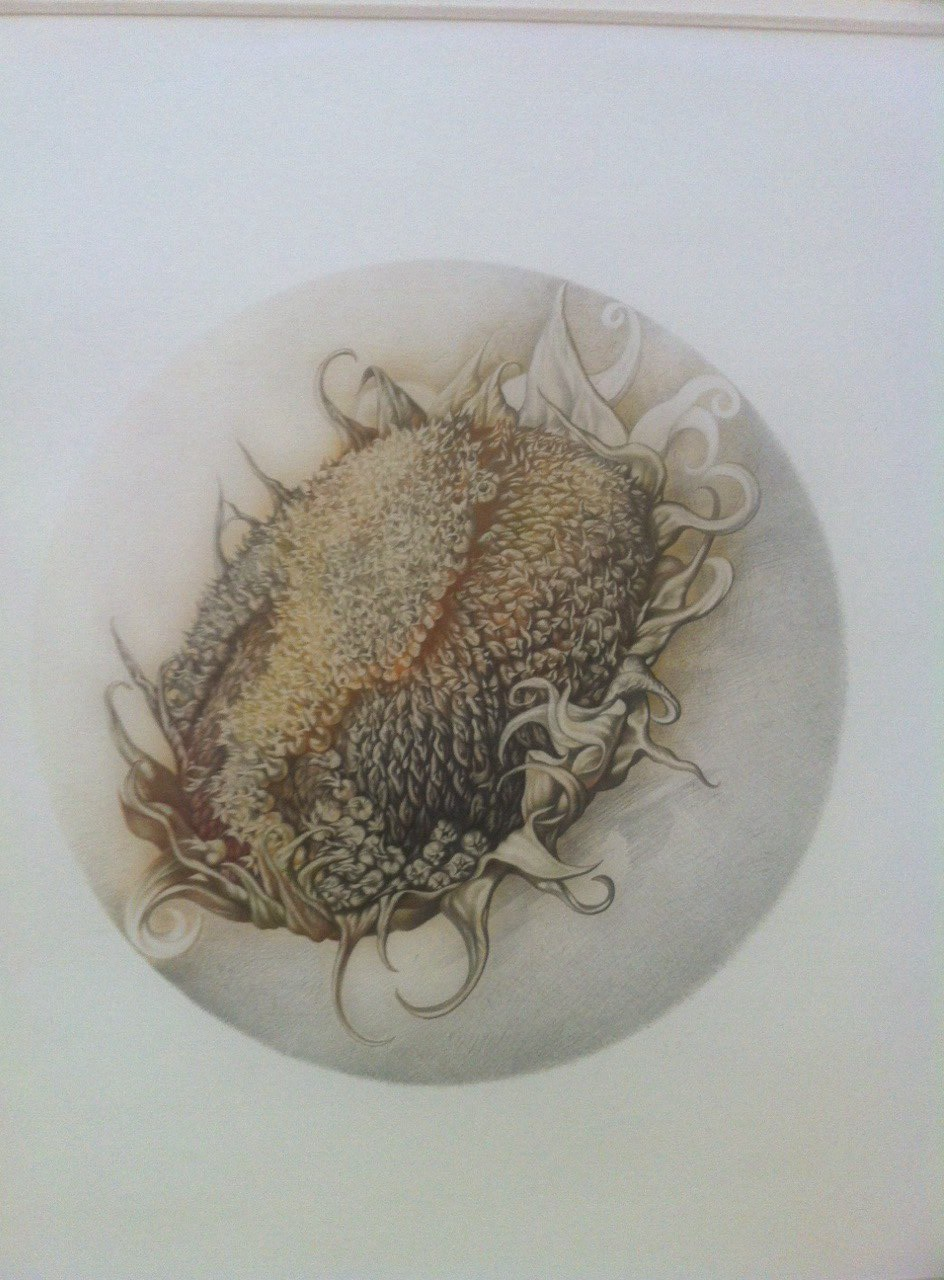
«Соняшник».
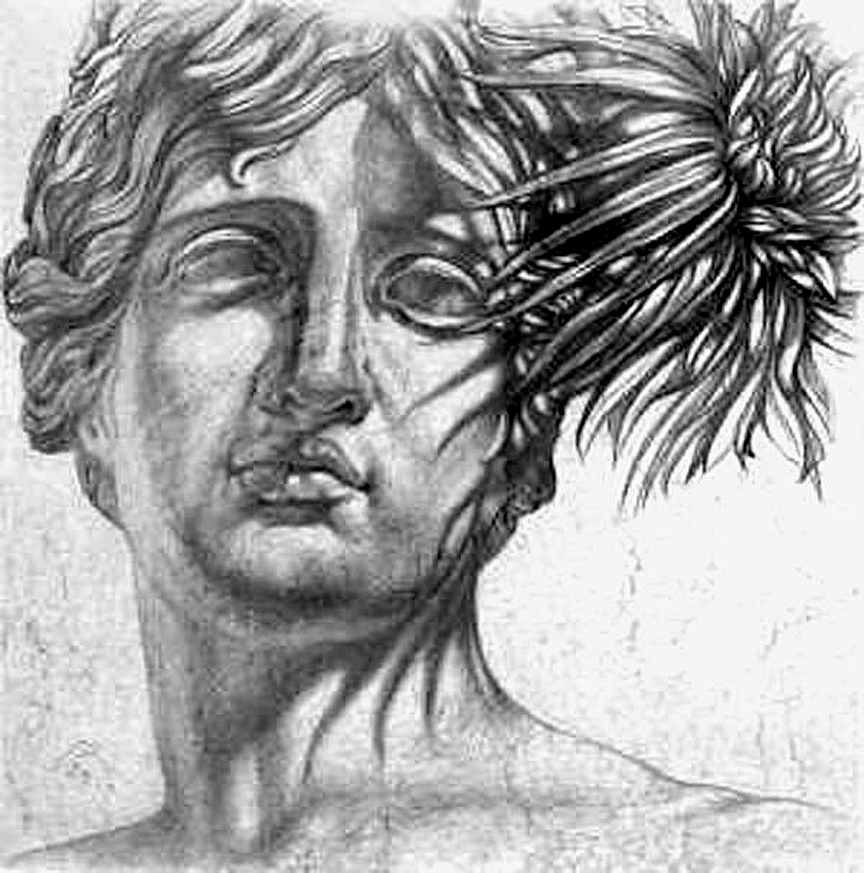
«У тіні квітки».
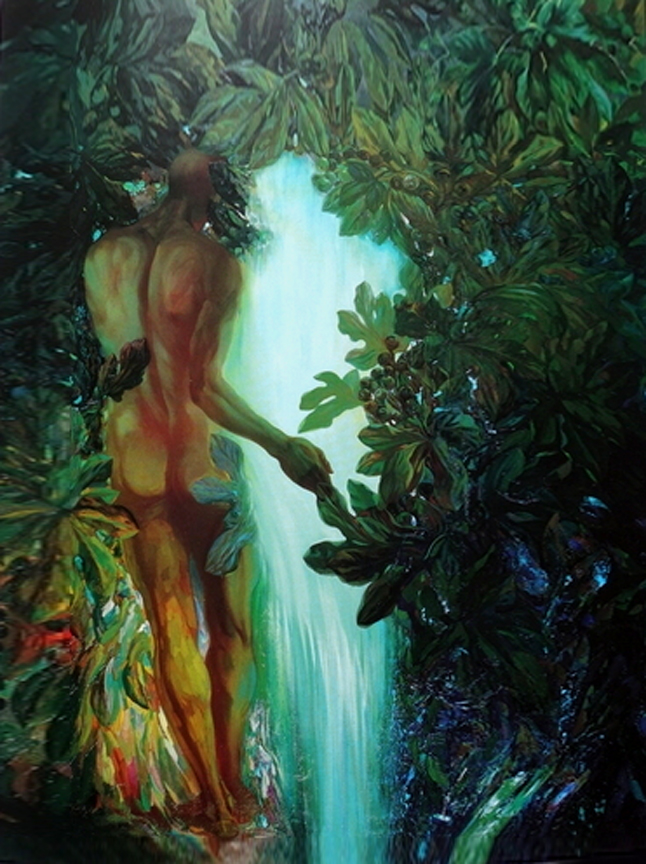
«Зелений інжир».

Брав участь у всеукраїнських, міжнародних мистецьких виставках з 1983 року. Персональні виставки відбулися у Сімферополі у 1988 році, Києві у 2000 (Національний художній музей України), 2006 (Київський музей російського мистецтва) роках, Ялті у 2009, 2013 роках.